# The Phantom Foe
The Phantom Foe è un serial in 15 episodi del 1920 diretto da Bertram Millhauser e sceneggiato da George B. Seitz e Frank Leon Smith. La casa di produzione George B. Seitz Productions - attiva dal 1919 al 1923 con un catalogo di 12 titoli - distribuì il film nelle sale USA attraverso la Pathé Exchange l'11 ottobre 1920.
Tra gli interpreti, Warner Oland, Juanita Hansen e Wallace McCutcheon Jr..

## Produzione
Il film fu prodotto dalla George B. Seitz Productions.

## Distribuzione
Distribuito dalla Pathé Exchange, il film uscì nelle sale cinematografiche USA l'11 ottobre 1920. Il film sopravvive in una copia all'International Museum of Photography and Film all'Archivio Cinematografico della George Eastman House [14 episodi su 15, 35 mm positivo in nitrato], e all'Archivio Cinematografico della Library of Congress [un episodio].

### Data di uscita
- USA	11 ottobre 1920
- Portogallo	25 settembre 1923

Alias
- O Inimigo Fantasma	Portogallo